# Harold L. Ickes
Harold LeClair Ickes (15. marts 1874 – 3. februar 1952) var en amerikansk administrator og politiker. Han var amerikansk indenrigsminister i 13 år fra 1933-1946. Ickes havde ansvaret for gennemførelse af en stor del af præsident Franklin D. Roosevelt's "New Deal" og var far til Harold M. Ickes, som var vicestabschef under præsident Bill Clinton og rådgiver for udenrigsminister Hillary Clinton mens hun sad i Senatet.

## Tidlige år
Født i Altoona, Pennsylvania den 15. marts 1874 flyttede Ickes til Chicago i en alder af 16 og gik på Englewood High School der. Efter eksamen studerede han på University of Chicago, og afsluttede en batchelor i 1897.
Han arbejdede først som avisreporter for The Chicago Record og senere for Chicago Tribune. Han fik en juridisk eksamen fra University of Chicago i 1907, men fungerede sjældent som advokat. I stedet blev han aktiv reformpolitiker.

## Politik
Oprindelig var han Republikaner i Chicago, men Ickes var aldrig en del af det etablerede.
Han var utilfreds med Republikanernes politik og sluttede sig til Theodore Roosevelts "Bull Moose" bevægelse i 1912. Efter at være vendt tilbage til den republikanske fold, hvervede han stemmer for de progressive Republikanere Charles Evans Hughes (1916) og Hiram Johnson (1920 and 1924).
Han udkæmpede lange og legendariske slag først med Chicago personlighederne Samuel Insull, infrastruktur magnaten, William Hale Thompson, borgmesteren, og Robert R. McCormick, ejeren af The Chicago Tribune. Senere havde han en løbende fejde med Thomas E. Dewey, præsidentkandidaten.
Selv om han var aktiv lokalt i Chicago politik var han ukendt på landsplan indtil 1933. Som led heri var Ickes involveret i Chicagos sociale og politiske affærer. Blandt hans mange aktiviteter kan nævnes hans arbejde for City Club of Chicago. Efter at Franklin D. Roosevelt blev valgt til præsident i 1932 begyndte han at sammensætte sin regering. Hans rådgivere mente at den Demokratiske præsident havde brug for en progressiv Republikaner for at tiltrække midtervælgere. Han valgte Hiram Johnson, en Republikansk Senator, som havde støttet Roosevelt ved valget, men Johnson var ikke interesseret. Johnson anbefalede imidlertid en gammel allieret: Ickes.
Ickes var en stærk tilhænger af såvel borgerrettigheder og borgerlige friheder. Han havde været præsident for Chicagos NAACP og støttede den sorte kontraalt Marian Anderson da Daughters of the American Revolution forbød hende at optræde i deres DAR Constitution Hall. Han var også en udtalt kritiker af interneringerne af amerikanere af japansk afstamning under 2. Verdenskrig.

## Indenrigsminister
Ickes fungerede samtidig i flere væsentlige funktioner for præsident Roosevelt. Selv om han var indenrigsminister blev han bedre kendt i offentligheden for andre opgaver, som han løste samtidig. Han var direktør for Public Works Administration. Her ledede han projekter til milliarder af dollars, som skulle fremme private investeringer og skabe beskæftigelse da Depressionen i 1930'erne var på sit højeste. Hans styring af PWA's budget og hans modstand mod korruption gav ham tilnavnet "Honest Harold". Han præsenterede jævnligt projekter for præsident Roosevelt for at få hans personlige godkendelse. Ickes' støtte til PWA kraftværker lagde yderligere finansielt pres på private kraftværker under Depressionen, og nogle historikere mener, at det gjorde mere skade end gavn, mens andre mener det modsatte. Han forsøgte at håndhæve Raker Act overfor byen San Francisco, en lov som specificerede at fordi dæmningen ved Hetch Hetchy Valley i Yosemite National Park stod på offentlig jord, måtte der ikke skabes privat fortjeneste fra den. Byen fortsætter med at sælge strømmen fra vandkraftværket til PG&E som derefter sælges videre med fortjeneste.
Efter Hindenburg katastrofen forsøgte Nazityskland på at købe helium som erstatning for det brændbare brint i deres flåde af luftskibe. Ickes var modstander af salget, selv om næsten alle de øvrige regeringsmedlemmer støttede det sammen med præsidenten. Ickes ville ikke give sig, da han frygtede militær brug af luftskibene. Tyskland kunne ikke købe helium andre steder, så Ickes stoppede så godt som egenhændigt det tyske luftskibsprogram.
Saudi Aramco oil corporation fik gennem indenrigsminister Ickes Roosevelt til at godkende Lend-Lease hjælp til Saudi Arabien, som ville involvere den amerikanske regering i landet og skabe et skjold for ARAMCO's interesser.
Mellem juni og oktober 1941, under en forventet olieknaphed, var det et vellykket tiltag at Ickes udstedte ordrer om at lukke benzinstationer i det østlige USA mellem klokken 19 og 7.
Ickes var en fantastisk taler og den eneste mand i Roosevelt regeringen som kun svare igen på John L. Lewis fra United Mine Workers. Lewis holdt ofte radiotaler, som var kritiske overfor Roosevelts regering. Da Lewis selv var en stor taler var der ikke mange i Roosevelts regering, præsidenten indbefattet, som havde mod til at modsige Lewis. FDR overlod altid denne opgave til Ickes, som kunne sætte Lewis på plads med elegant formulerede svar.

### Jødiske flygtninge i Alaska
På et pressemøde lige før Thanksgiving i 1938 foreslog Ickes at tilbyde Alaska som et "fristed for jødiske flygtninge fra Tyskland og andre områder i Europa hvor jøderne er udsat for undertrykkelse". Dette ville omgå normale indvandingskvoter fordi Alaska endnu ikke var blevet en stat. Ickes havde samme sommer besøgt Alaska og mødtes med lokale repræsentanter for at diskutere hvorledes man kunne anspore til større udvikling i området, både af økonomiske årsager og for at styrke sikkerheden i området, der var så nært på Japan og Sovjetunionen, og udviklede en plan om at tiltrække udenlandske eksperter, herunder europæiske jøder. Ved sin pressekonference pointerede han at 200 familier var blevet flyttet fra de tørkeramte områder i Vesten til Alaskas Matanuska-Susitna Valley. Indenrigsministeriet udarbejdede en rapport, Slatteryrapporten, som beskrev fordelene ved planen, og den blev fremlagt som lovforslag af Utahs Senator William H. King og California's Demokratiske medlem af Repræsentanternes Hus Franck R. Havenner. Planen fik ikke megen støtte fra de amerikanske jøder, bortset fra Labor Zionists of America. De fleste jøder var enige med Rabbi Stephen Samuel Wise fra American Jewish Congress om at planen, hvis den blev gennemført, ville give "et forkert og skadeligt indtryk ... af at jøderne overtager en del af landet til bosættelse". Det endelige stød blev sat ind, da præsident Roosevelt foreslog en begrænsning på blot 10.000 immigrants årligt i fem år med et maksimum på kun 10 % jøder. Senere nedsatte han endda den grænse, og omtalte aldrig planen offentligt.
Under 2. Verdenskrig fortalte Ickes Kongressen om det amerikansk-sovjetiske venskab i november 1943: "På visse punkter kunne vi have gavn af at lære af Sovjetunionen, ja endda efterligne Sovjetunionen".
Selv om han fortsatte i præsident Harry S. Trumans regering efter at Roosevelt døde i april 1945, trak han sig tilbage indenfor et år. I februar 1946 nominerede Truman Edwin W. Pauley som Marineminister. Pauley havde tidligere været kasserer i det Demokratiske parti. Han havde på et tidspunkt fortalt Ickes, at der kunne opnås $300.000 i kampagnetilskud, hvis Ickes opgav sin kamp for at få ejerskab til olierige områder ud for kysterne. Ickes skrev en afskedsansøgning på 2.000 ord, hvor der bl.a. stod: "Jeg ønsker ikke at sidde i en regering, hvor jeg forventes at begå mened af hensyn til partiet. ... Jeg har ikke ry for at omgås sandheden lemfældigt".

## Kritik og kampe
Ickes var kendt for sin giftige humor og havde stor fornøjelse af verbale slagsmål. Han fik også selv kritik. F.eks. da Roosevelt udvalgte Ickes til at give et svar på nomineringen af Wendell Willkie til Republikansk præsidentkandidat. Som svar på Ickes' kommentarer kaldte Senator Styles Bridges Ickes for "en rappenskralde som er pustet op af et højt embede." Det Republiske medlem af Kongressen Clare Boothe Luce bemærkede engang at Ickes havde "tankegang fra en kommissær og sjæl fra en kødøkse."
I september 1944 lovede Thomas E. Dewey, den republikanske præsidentkandidat at fyre Ickes, hvis han blev valgt. Ickes skrev en afskedsansøgning til Dewey, som blev optrykt i mange aviser. Der stod bl.a.
Derfor træder jeg hermed tilbage som indenrigsminister med virkning, hvis og når det utrolige skulle ske, at De bliver præsident for De Forenede Stater. Imidlertid, som kandidat til denne post, burde De fra underskolen have vidst, at en afgående præsidents regering automatisk træder tilbage sammen med chefen.

## Familie
Ickes giftede sig med Anna Wilmarth Thompson i 1911. Hun døde ved en bilulykke den 31. august. Han giftede sig Jane Dahlman, som var 25 mens han var 64, den 24. maj 1938. Han fik en søn, Raymond, med sin første kone og to børn med sin anden kone: Harold McEwen Ickes og Elizabeth Jane. Han havde også en plejesøn, Robert Harold Ickes, født i 1913.

## Udtale og stavning af hans navn
Da han blev spurgt om hvordan man skulle udtale hans navn svarede han The Literary Digest "Jeg tror, at De kommer tættest på hvis De foreslår at det rimer på sickness med n udeladt. e-et er halvvejs mellem et kort e og kort u": således: ick'iss, med et andet i som i habit. (Charles Earle Funk, What's the Name, Please?, Funk & Wagnalls, 1936.)
Den korrekte stavning af Ickes mellemnavn er uafklaret. Nogle gange stavedes det Le Clair, Le Claire eller LeClare.

## I fiktionen
- I musikforestilligen Annie, kræver Roosevelt at Ickes synger "Tomorrow" i Oval Office, og forlanger at han synger højere. Ickes var stort set en komisk figur i forestillingen selv om han var uhøflig, vulgær og arrogang. Annie hjælper ham med at synge, og han bliver næsten revet med. Han slutter sangen på sine knæ, til megen fortrydelse for regeringen og præsidenten.

- Harold Ickes spiller en nøglerolle i baggrundsfortællingen i Michael Chabons alternative historiefortælling The Yiddish Policemen's Union.

## Bøger

### Af Ickes
- New Democracy (1934). W. W. Norton
- with Arno B. Cammerer (coauthor), Yellowstone National Park (Wyoming) (1937). U.S. Government Printing Office
- The Third Term Bugaboo. A Cheerful Anthology (1940)
- (editor). Freedom of the Press Today: A Clinical Examination By 28 Specialists (1941). Vanguard Press
- Minerals Yearbook 1941 (1943). U.S. Government Printing Office
- Fightin' Oil (1943). Alfred A. Knopf
- The Autobiography of a Curmudgeon (1943). Greenwood Press 1985 reprint: ISBN 0-313-24988-1
- The Secret Diary of Harold L. Ickes. Simon and Schuster
  - Volume I: The First Thousand Days 1933–1936 (1953)
  - Volume II: The Inside Struggle 1936–1939 (1954)
  - Volume III: The Lowering Clouds 1939–1941 (1954)

### Om Ickes
- Jeanne Nienaber Clarke. Roosevelt's Warrior: Harold L. Ickes and the New Deal (1996). The Johns Hopkins University Press, ISBN 0-8018-5094-0
- Linda J. Lear. Harold L. Ickes: The Aggressive Progressive, 1874-1933 (1982). Taylor & Francis, ISBN 0-8240-4860-1
- T. H. Watkins. Righteous Pilgrim: The Life and Times of Harold L. Ickes, 1874-1952 (1990). Henry Holt & Co., ISBN 0-8050-0917-5; 1992 reprint: ISBN 0-8050-2112-4
- Graham White and John Maze. Harold Ickes of the New Deal: His Private Life and Public Career (1985). Harvard University Press, ISBN 0-674-37285-9